# Comuna Luciîți, Sokal
Luciîți (în ucraineană Лучиці) este o comună în raionul Sokal, regiunea Liov, Ucraina, formată din satele Hanivka, Luciîți (reședința) și Șarpanți.

## Demografie
Componența lingvistică a comunei Luciîți
     Ucraineană (100%)
Conform recensământului din 2001, toată populația comunei Luciîți era vorbitoare de ucraineană (100%).